# 唐茂昊
唐茂昊（1919年—），台湾军事人物，中华民国陆军步兵上校军衔，台湾中央银行资深顾问。两蒋股肱。浙江奉化人。